# Drôme (affluent de l'Aure)
Pour les articles homonymes, voir Drôme.
Ne doit pas être confondu avec Drôme (affluent de la Vire) ou Drôme (rivière).
La Drôme est une rivière française coulant dans les départements du Calvados et de la Manche, et un affluent gauche de l'Aure, donc sous-affluent de la Vire. Elle ne doit pas être confondue avec une rivière voisine du même nom, affluent direct de la Vire. 
Elle se jette dans l'Aure à Maisons, en aval de Bayeux, juste en amont des pertes de Fosse-Soucy.

## Géographie
La Drôme prend naissance près de la limite entre les départements de la Manche et du Calvados, sur le territoire de la commune de Saint-Martin-des-Besaces, au lieu-dit le Grand Cauville. Au début de son parcours, elle matérialise en plusieurs endroits la limite entre les deux départements. De manière générale, son cours est orienté vers le nord. Elle se jette dans l'Aure à Maisons, localité du Calvados située entre Bayeux et Port-en-Bessin après un parcours de 57,9 km, dans le Bessin.

### Communes traversées
Née dans le nord du Bocage virois, la rivière parcourt ensuite des communes du Bessin. Sur la majeure partie de son cours, elle fait fonction de limite entre les territoires, seules les communes de Cormolain, Noron-la-Poterie, Vaucelles, Sully et Maisons étant véritablement traversées. La Drôme sépare également en plusieurs endroits les départements du Calvados et de la Manche.
Après quelques centaines de mètres après sa source dans le territoire de Saint-Martin-des-Besaces (commune nouvelle de Souleuvre en Bocage), la Drôme parcourt ou limite les communes suivantes :
Limite entre les cantons de Condé-sur-Vire (Manche) et de Condé-en-Normandie (Calvados)
- Saint-Amand-Villages (commune déléguée de Placy-Montaigu, rive gauche)
- Souleuvre en Bocage (Saint-Martin-des-Besaces et Saint-Ouen-des-Besaces, rive droite)

Limite entre les cantons des Monts d'Aunay (Calvados) et de Condé-en-Normandie (Calvados)
- Val de Drôme (Dampierre, gauche)
- Souleuvre en Bocage (Saint-Ouen-des-Besaces, droite)

Canton des Monts d'Aunay
- Val de Drôme (Dampierre, gauche)
- Val de Drôme (Saint-Jean-des-Essartiers, Sept-Vents, droite)

Limite entre les cantons de Condé-sur-Vire (Manche) et d'Aunay-sur-Odon (Calvados)
- Le Perron, Biéville, Saint-Jean-d'Elle (Vidouville), Montrabot (gauche)
- Val de Drôme (Sept-Vents, La Lande-sur-Drôme), Caumont-sur-Aure (La Vacquerie), Sallen (droite)

Canton des Monts d'Aunay
- Cormolain (gauche, puis traversée, puis droite en limite avec La Bazoque)
- Sallen (droite)

Canton de Trévières (Calvados)
- La Bazoque (en partie limite avec Cormolain), Montfiquet, Balleroy-sur-Drôme (Vaubadon), Le Tronquay (gauche)
- Planquery, Balleroy-sur-Drôme (Balleroy), Castillon (droite)
- Noron-la-Poterie, traversée puis rive gauche
- Saint-Paul-du-Vernay (droite)

Canton de Bayeux (Calvados)
- Agy, Ranchy, Barbeville (gauche)
- Subles, Saint-Loup-Hors, Vaucelles (droite)
- Traversée de Vaucelles et de Sully

Canton de Trévières (Calvados)
- Traversée de Maisons (lieu de confluence)

### Bassin et affluents
Le bassin versant de la Drôme est voisin du bassin direct de la Vire et de quelques-uns de ses affluents à l'ouest et au sud, du bassin direct de l'Aure, à laquelle il donne ses eaux, à l'est, de la Tortonne, autre affluent de l'Aure, au nord-ouest et de la Seulles au sud-est.
Ce bassin, s'étirant du sud vers le nord, est étroit.

### Organisme gestionnaire
L'organisme gestionnaire est le Syndicat de la Vire et un SAGE est en cours d'élaboration.

## Affluents
Aucun de ses affluents ne dépasse les 8 km. Le plus long est le ruisseau du Vey (rd), 7,3 km confluent à Cormolain. 
Deux autres affluents dépassent les 5 km : la Soquence (rd) 6,7 km quelques kilomètres en aval à Planquery, et le ruisseau de la Rosière (rd), 6,5 km, plus en amont, entre Saint-Jean-des-Essartiers et Sept-Vents.
Il faut ajouter le cours d'eau 01 de Bellée (rg), 4 km avec un affluent et un sous-affluent, donc de rang de Strahler trois.

### Rang de Strahler
Le rang de Strahler de la Drôme est donc de quatre par le cours d'eau 01 de Bellée.

## Hydrologie

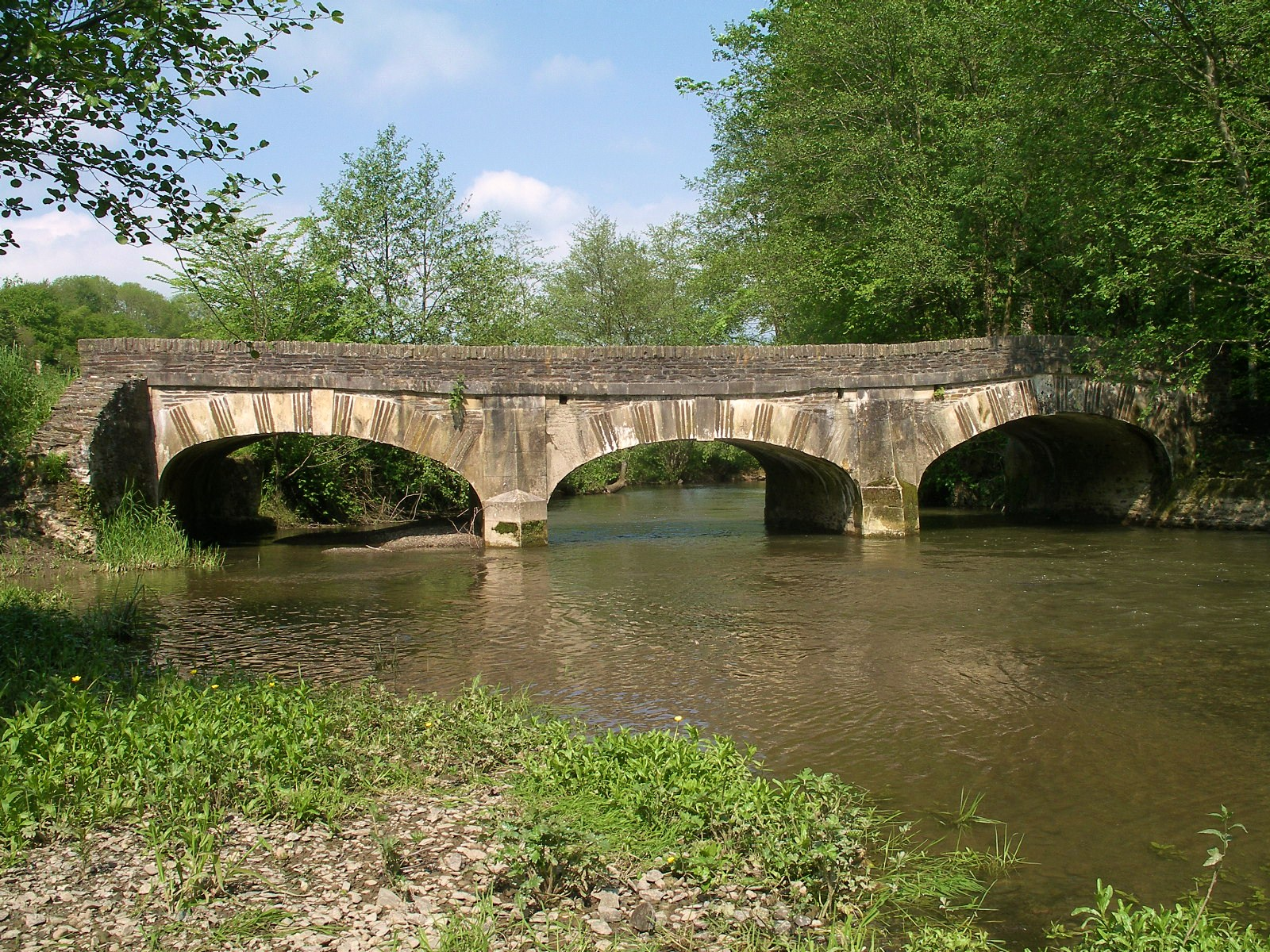
Le pont de Sully.

Son régime est dit pluvial océanique.
Une station hydrographique est implantée à Sully : I5352010 - La Drôme à Sully

## Aménagements et écologie

### Vallée de la Drôme
- Château (classé monument historique[7])  et église Saint-Martin (classée[8]) de Balleroy,
- Pont de Sully (inscrit[9]) entre Castillon et Vaubadon.
- Manoir du Pont-Senot (inscrit[10]) à Noron-la-Poterie.
- Église Notre-Dame de Ranchy (clocher inscrit[11]).
- Château de Barbeville (inscrit[12]).
- Église Saint-Cyr-et-Sainte-Julitte (inscrite[13]) et château (inscrit[14]) de Vaucelles.
- Église Notre-Dame-de-la-Nativité de Sully (inscrite[15]).